# Josef Rosenbauer
Josef Rosenbauer (* 18. März 1966 in Kirchen (Sieg)) ist ein deutscher Mediziner und Politiker (CDU).

## Leben und Beruf
Nach dem Abitur 1985 in Betzdorf studierte Rosenbauer Humanmedizin in Bonn. 1996 wurde er mit dem Thema Wiederkehr der mentalen und motorischen Kompetenz in der unmittelbaren postnarkotischen Phase nach Stickoxidulnarkose mit Halothan bei 1.3 MAC, einer Dissertationsarbeit zur Anästhesie, zum Doktor der Medizin promoviert. Anschließend war er als Arzt und ab 2003 als Geschäftsführer in verschiedenen Krankenhäusern tätig. Seit Mai 2007 ist er Geschäftsführer der Diakonie in Südwestfalen.

## Politik
Rosenbauer trat 1986 der CDU bei. Von 1992 bis 1996 war er Mitglied des Landesvorstands der Jungen Union in Rheinland-Pfalz. 1994 wurde er in den Kreistag des Landkreises Altenkirchen gewählt. Von 1996 bis 2011 gehörte er als Abgeordneter dem Rheinland-Pfälzischen Landtag an, in dem er auch stellvertretender Vorsitzender der CDU-Landtagsfraktion war. Von 2007 bis 2011 hatte Rosenbauer das Amt des Generalsekretärs der CDU Rheinland-Pfalz inne. Von 1998 bis 2018 war er Vorsitzender der CDU im Kreis Altenkirchen. Er ist Vorsitzender der CDU-Kreistagsfraktion des Kreistags Altenkirchen.
Rosenbauer ist Mitglied des Verwaltungsrates der Sparkasse Westerwald-Sieg.